# Nienke Vinke
Nienke Vinke, née le 22 juin 2004 à Amersfoort, est une coureuse cycliste néerlandaise.
Formée chez les jeunes dans sa ville natale, elle passe professionnelle en 2023 avec l’équipe DSM. Dès 2024, elle termine sur le podium d’une course par étapes WorldTour. L’année suivante, elle confirme en remportant le maillot blanc sur son premier Tour de France.

## Biographie

### Jeunesse
Nienke Vinke commence à faire du patinage de vitesse dès l'âge de douze ans et comme entraînement l'été, elle pratique le cyclisme,. Mais lorsque le championnat néerlandais des jeunes a lieu dans sa ville natale d'Amersfoort en 2019, elle a voulu y participer et c'est pourquoi elle s'est lancée dans des compétitions cyclistes avec le club d'Eemland comme seulement quatre ans avant elle Mischa Bredewold et deux ans avant elle Puck Pieterse, toutes deux aussi originaires de la même ville et du même club.
L'année d'après, elle est championne des Pays-Bas du contre-la-montre cadettes à Ulvenhout. Elle continuera sur sa lancée pour prendre la médaille de bronze au championnat du monde sur route juniors en 2022, juste après avoir été double championne des Pays-Bas juniors sur route et en contre-la-montre.

### Depuis 2023: chez Picnic PostNL

#### 2023: débuts professionnels
Nienke signe pour deux saisons avec le Team DSM, qui ne lui met aucune pression mais elle devra aider dans leurs taches ses deux leaders, l'anglaise Pfeiffer Georgi et la française Juliette Labous. À la fin du mois d’août 2023, elle participe au premier Tour de l'Avenir Femmes, où elle finit à la 7e place au classement général et deuxième meilleure jeune. En fin de saison, elle termine 9e de la semi-classique des Trois vallées varésines.

#### 2024: podium sur le Tour Down Under
Début janvier 2024, Nienke finit deuxième du Women's Tour Down Under en Australie, son premier podium chez les « grandes » après seulement un an d'apprentissage au plus haut niveau. Dans cette course à étapes australienne, elle remporte le maillot de la meilleure jeune. En mars, elle termine 13e du Tour de Normandie, confirmant ses aptitudes sur les courses par étapes. Après une campagne de classiques réussie (20e de Liège-Bastogne-Liège), elle participe au Tour d’Espagne, son premier grand tour. Dans le même temps, elle prolonge son contrat de deux saisons avec sa formation. Prévue le mois suivant sur le Tour d'Italie, elle termine 15e du Tour de Suisse et dans le top 10 de la course en ligne de ses championnats nationaux. Son premier Giro est difficile et Vinke termine 8e du classement de la meilleure jeune, à plus d’une heure de la vainqueure. En août, elle prend le départ du Tour de l'Avenir et le termine à la 16e position, après être montée sur le podium de la 1re étape,. En septembre, elle se classe 10e du Tour de Romandie avant de participer aux championnats d’Europe espoirs.

#### 2025: maillot blanc sur le Tour de France, top 10 sur le Tour d'Espagne
La saison 2025 de Vinke commence en février sur le Tour des Émirats arabes unis. À l’issue de la course, elle termine 12e du classement général, en ayant terminé 8e de l’étape reine. Ensuite, la Néerlandaise réalise une bonne campagne de classiques, en se classant 8e de la Flèche wallonne. En mai, elle participe au Tour d’Espagne et signe son premier top 10 sur un grand tour en terminant 9e du classement général. Cette performance fait d’elle l’une des favorites pour le classement de la meilleure jeune du Tour de France, où elle sera aligner le mois suivant. Pour se préparer, elle participe au Tour de Burgos (meilleure jeune), au Tour de Suisse (18e) et au Baloise Ladies Tour (8e), où elle réalise des résultats prometteurs. Ainsi fin juillet, elle s’élance sur les routes bretonnes du Tour de France en grande forme. Après les six premières étapes au coude-à-coude avec Julie Bego pour le maillot blanc, Vinke fait la différence sur la Française lors des dernières étapes et remporte largement le classement de la meilleure jeune. 

## Palmarès sur route

### Par années
- 2020
  -  Championne des Pays-Bas du contre-la-montre cadettes
- 2021
  - 2e du championnat des Pays-Bas sur route juniors
- 2022
  - Bizkaikoloreak (juniors)
  - Omloop door het Land van Bartje (juniors)
  -  Championne des Pays-Bas sur route juniors[5]
  -  Championne des Pays-Bas du contre-la-montre juniors
  -  Médaillée de bronze du championnat du monde sur route juniors[4]
  - 5e du championnat d'Europe sur route juniors
  - 5e du championnat d'Europe du contre-la-montre juniors
  - 7e du championnat du monde de contre-la-montre juniors
- 2024
  - 2e de Women's Tour Down Under
  - 6e du championnat d'Europe du contre-la-montre espoirs
- 2025
  - 8e de la Flèche wallonne
  - 9e du Tour d'Espagne

### Résultats sur les grands tours

#### Tour d'Italie
1 participation
- 2024 : 43e

#### Tour de France
1 participation
- 2025 : 19e,  vainqueur du classement de la meilleure jeune

#### Tour d'Espagne
2 participations
- 2024 : 34e
- 2025 : 9e

### Classements mondiaux
| Année                                 | 2023 | 2024 |
| ------------------------------------- | ---- | ---- |
| Classement UCI                        | 535e | 73e  |
| UCI World Tour                        | 298e | 36e  |
|                                       |      |      |
| Légende : nc = non classéSource : UCI |      |      |

## Palmarès en cyclo-cross
- 2021-2022
  -  Médaillée de bronze du championnat d'Europe de cyclo-cross juniors
  - 3e du Cyclo-cross de Gieten (juniors)